# Морис Метерлинк
Гроф Морис Полидор Мари Бернард Метерлинк (фр. Maurice Polydore Marie Bernard Maeterlinck; Ган, 29. август 1862 — Грас, 6. мај 1949), био је белгијски књижевник. Писао је песме, есеје и драме.

## Биографија
Морис Метерлинк je белгијско-француски песник и драмски писац који је обележио своје време и остао неизбежан у свету књижевности. Рођен у Гану 29. августа 1862. године, а преминуо у Грасу 10. маја 1949. године, Метерлинк је био кључна фигура симболистичког покрета. Почео је своју каријеру као судски чиновник, али је стекао светску славу као писац и драмски аутор. Његова најпознатија драма, "Кнегињица Малена" (La Princesse Maleine), објављена 1889. године, одмах је привукла пажњу публике и критике. Његов талент је открио Октав Мирбоу, који је његову драму похвалио у једном чланку. Метерлинкове прве драмске текстове карактерише описивање дубоких и мраких аспеката људске душе, које прогоне тајанствене и зле силе. Ове ране драме обухватају елементе ужаса и мистерије. Међутим, како је време одмичало, Метерлинк се почео више усмеравати на симболичке поетске евокације и изразење дубоких мисли и осећања. Две од његових најпознатијих радова у овом новом стилском правцу су "Мона Вана" (Monna Vanna), објављена 1902. године, и "Плава птица" (L'Oiseau bleu), објављена 1908. године. Обе ова дела изведене су и на сцени Српског народног позоришта: "Мона Вана" 1903. године, а "Плава птица" 1934. године.
Метерлинк је такође био важан есејиста, чији рад се бавио тајанствима природе и човека. Постао је члан Белгијске академије 1920. године, а 1932. године, белгијски краљ Албер I му је доделио племићску титулу. Метерлинк је остао трајна фигура у свету књижевности, чија дела и данас изазивају интересовање и инспирацију широм света.
Драмска напетост је у његовим делима потиснута или допуњена лиричношћу, размишљањима о смрти, судбини и смислу живота. Ликови су апстрактни, а атмосфера је бајколика. Уместо натуралистичког и реалистичког сликања свакодневице, са сцене делују речи, слике, декор и светлост. Због тога што речи нису једини елемент деловања на гледаоце ово позориште назива се и магично.
Метерлинк је добитник Нобелове награде за књижевност 1911. године.